# ヴィニュマール
ヴィニュマール（フランス語: Vignemale, オック語: Vinhamala, アラゴン語 : Comachibosa）は、ピレネー山脈にある山。山頂はフランスとスペインにまたがっている。標高は3,298mであり、フレンチ・ピレネーの最高峰である。ピック・デュ・ヴィニュマル、ビニュマールなどとも。

## 地理
ヴィニュマールの山塊はスペインとフランスの二か国にまたがっている。いくつか名前を持つピークがあり、グラン・ヴィニュマール（またはPique-Longue、3,298m）、Pointe Chausenque（3,204m）、プティ・ヴィニュマール（3,032m）などがある。アネト山のそれに次いでピレネーで2番目に大きな氷河を持つ。このオスー氷河は約0.6km2であり、山頂に向かう標準ルートを横切っている。
北斜面は技術や献身を必要とする難しい登頂ルートであり、登頂にはピッケルやアイゼンが必要となる。北斜面の2,651m地点には印象的な山小屋があり、モン・ペルデュなどを見渡すことができる。北側からのアプローチ途中には絵のように美しいゴーブ湖がある。
ヴィクトリア朝時代に生涯の情熱を登山に捧げたアンリ・ラッセル伯の名は、ヴィニュマールとほぼ同義である。
南側のスペイン境内は「ビニャマラ狩猟保護区」に指定され、1977年に一帯は「オルデサ＝ヴィニャマール生物圏保護区」としてユネスコの生物圏保護区に指定され。

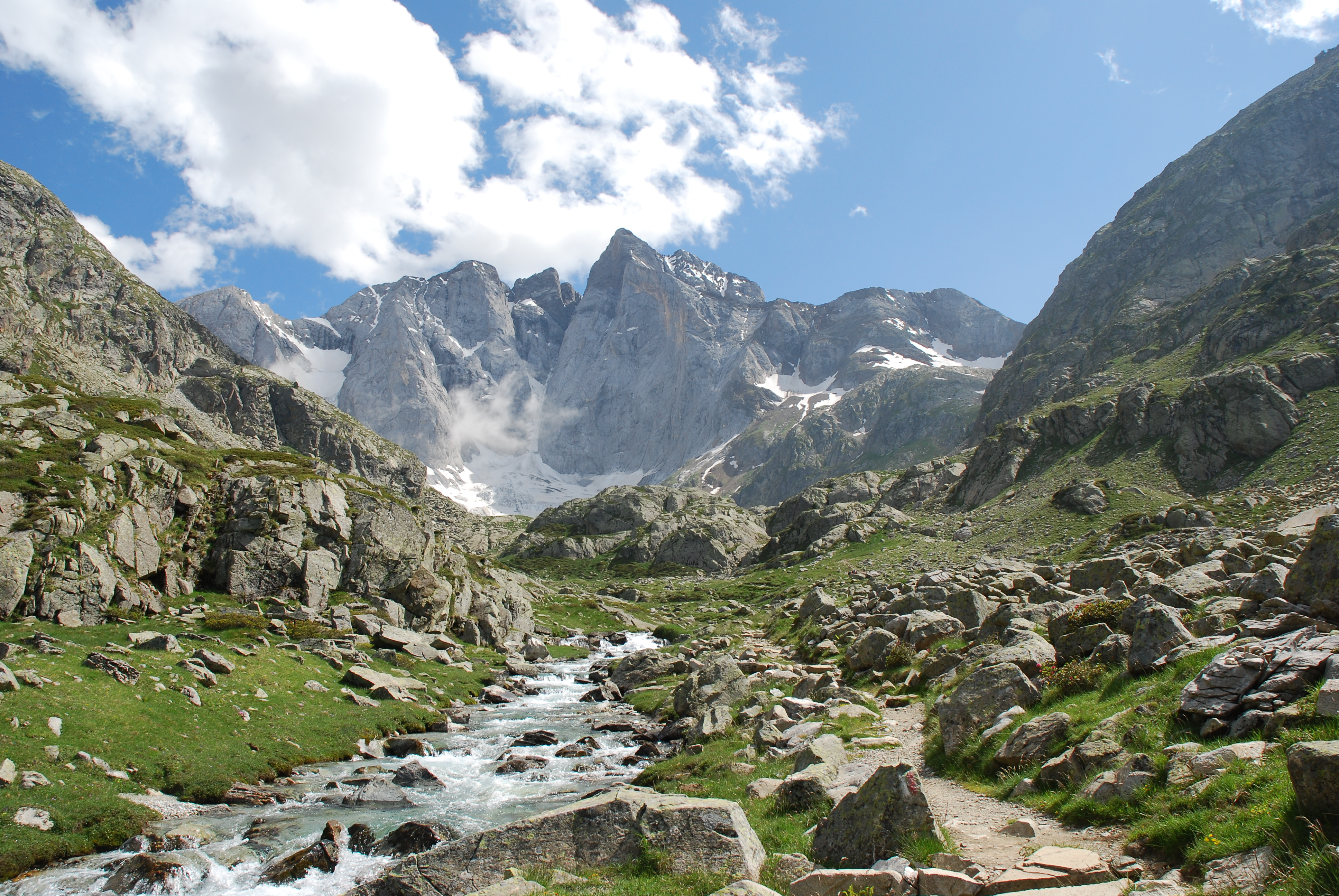
夏季のヴィニュマール
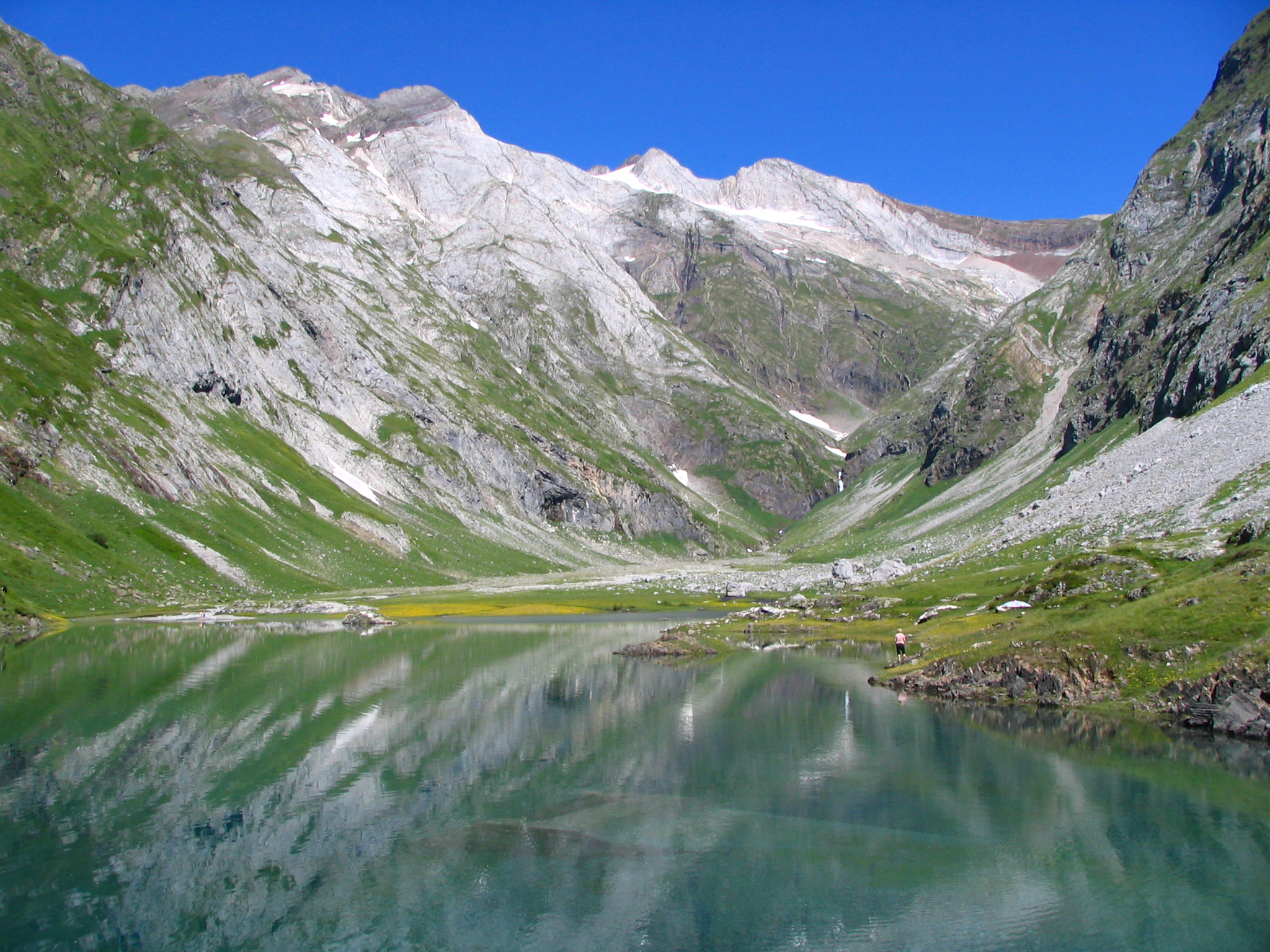
ヴィニュマールとオスー谷
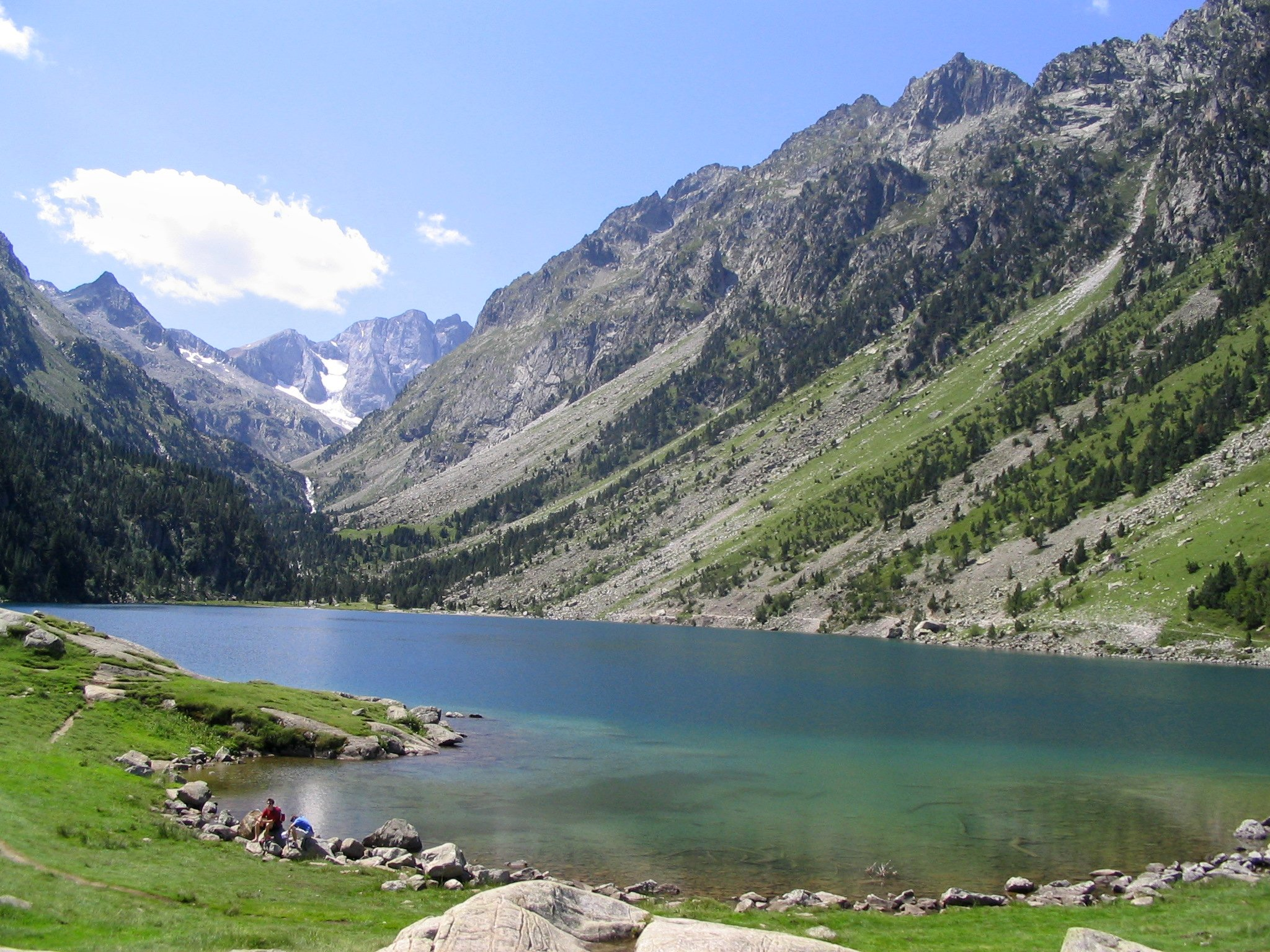
ゴーブ湖
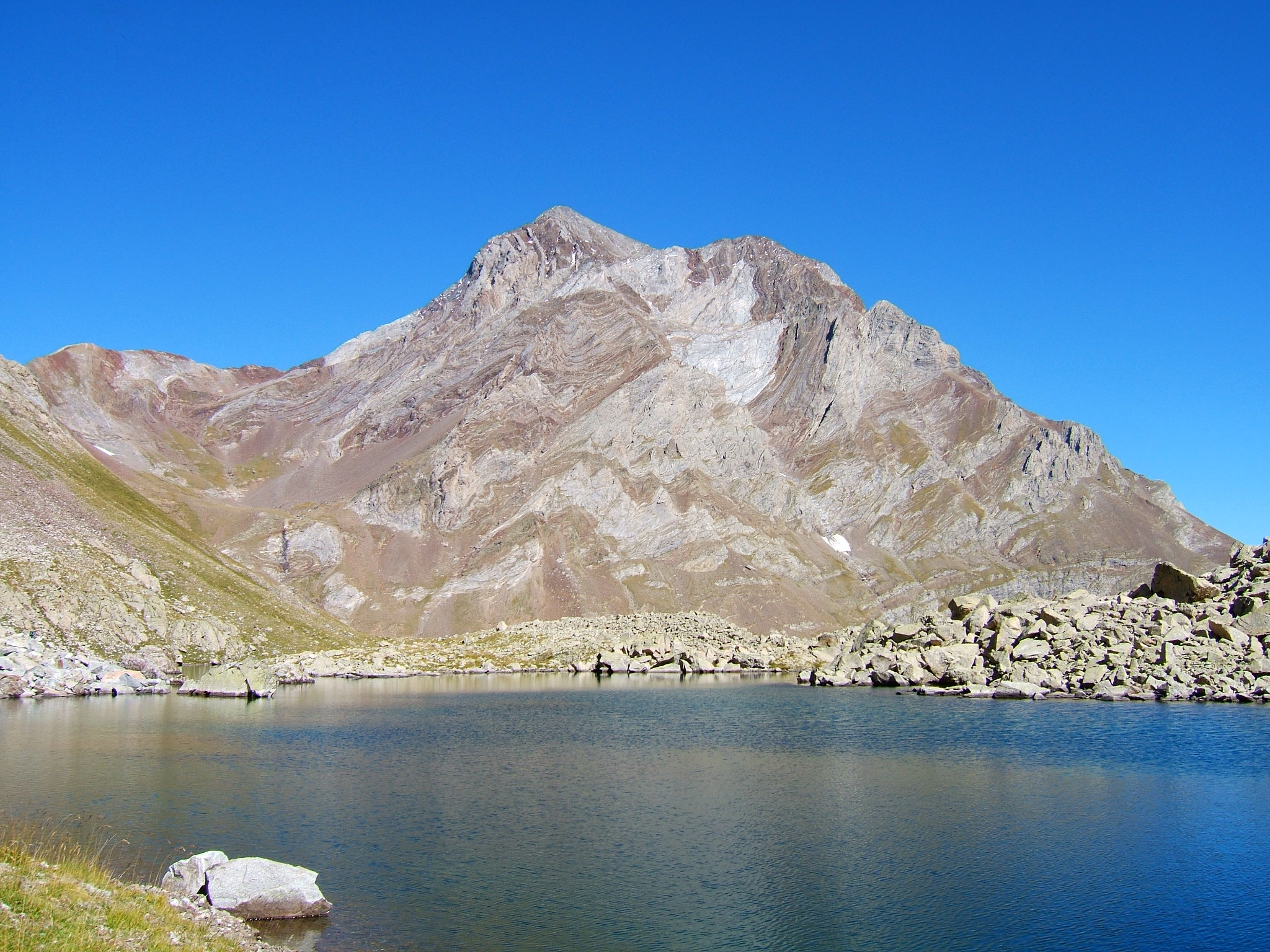
ヴィニュマールと西方のバタネス湖
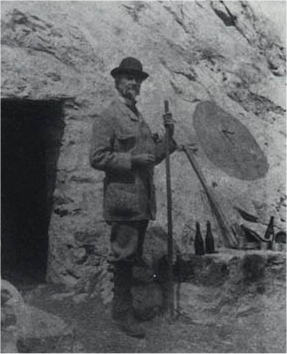
探検家のアンリ・ラッセル伯

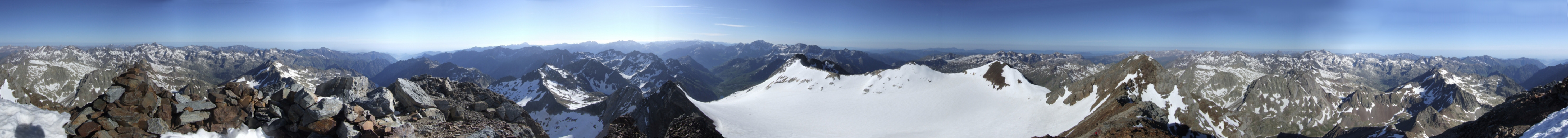
ヴィニュマールの360度パノラマ